# Laurent Claudel
Laurent Claudel (* 12. März 1978 in Épinal) ist ein ehemaliger französischer Leichtathlet, der im Sprint und im Hürdenlauf an den Start ging.

## Sportliche Laufbahn
Erste internationale Erfahrungen sammelte Laurent Claudel im Jahr 2001, als er bei den Mittelmeerspielen in Tunis mit 52,62 s in der Vorrunde im 400-Meter-Hürdenlauf ausschied und mit der französischen 4-mal-400-Meter-Staffel in 3:07,87 min die Bronzemedaille hinter den Teams aus Griechenland und Algerien gewann. Im Jahr darauf gewann er mit der Staffel bei den Halleneuropameisterschaften in Wien in 3:06,42 min gemeinsam mit Marc Foucan, Loïc Lerouge und Stéphane Diagana die Silbermedaille hinter dem polnischen Team. Er setzte seine Karriere auf nationaler Ebene bis 2006 fort, ehe er seine aktive Laufbahn im Alter von 28 Jahren beendete. 

## Persönliche Bestleistungen
- 400 Meter: 46,64 s, 2. Juni 2001 in Dijon
  - 400 Meter (Halle): 47,65 s, 17. Februar 2002 in Liévin
- 400 m Hürden: 50,05 s, 18. Juli 2001 in Castres